# Schizocarpum pilosum
Schizocarpum pilosum là một loài thực vật có hoa trong họ Cucurbitaceae. Loài này được Kearns mô tả khoa học đầu tiên năm 2001.